# 近衛師團
近卫师团，原为日本天皇的近卫军，有衛戍帝都之職分，是日本在二次大战前的17个常备主力师团之一，歷任师团长最著名的一位为北白川宫能久亲王。

## 历史

### 乙未战争
1895年（明治28年）5月27日，近卫师团7000余人在冲绳与台湾总督桦山资纪会合，贮备武力进攻接收台湾。5月29日近卫师团“登澳底，攻基隆，取臺北”，6月3日下午攻占基隆制高点狮球岭炮台，6月11日在鹿港商人辜显荣的协助下入台北城、設司令部於原台灣布政使司衙門。6月18日近卫师团前往淡水，将淡水的数千名清朝士兵遣返回中國。台灣民主國成立後，近衛師團奉派進攻台灣本島。攻下台南後，近衛師團回日本，宣布師團長北白川宮能久親王中將去世、少將旅團長戰死。全島的反抗大致平定後，1895年11月近衛師團離開台灣，從此不曾離開日本本土。

### 二战期间
太平洋战争爆发后，日军近卫师团在印尼苏门答腊岛扫荡。
1943年6月1日，在棉蘭作戰的近卫师团部隊改編为近卫第二师团，留守東京的近衛師團基幹改編為近衛第一師團，1944年7月18日又以近卫第二师团留守本土基幹成立近衛第三師團。
美军实行跳島战术绕过了近卫第二师团驻守的苏门答腊岛，在该岛该师团驻守到1945年8月15日无条件投降，近衛第一師團及近衛第三師團則在本土迎來終戰。

## 師團長

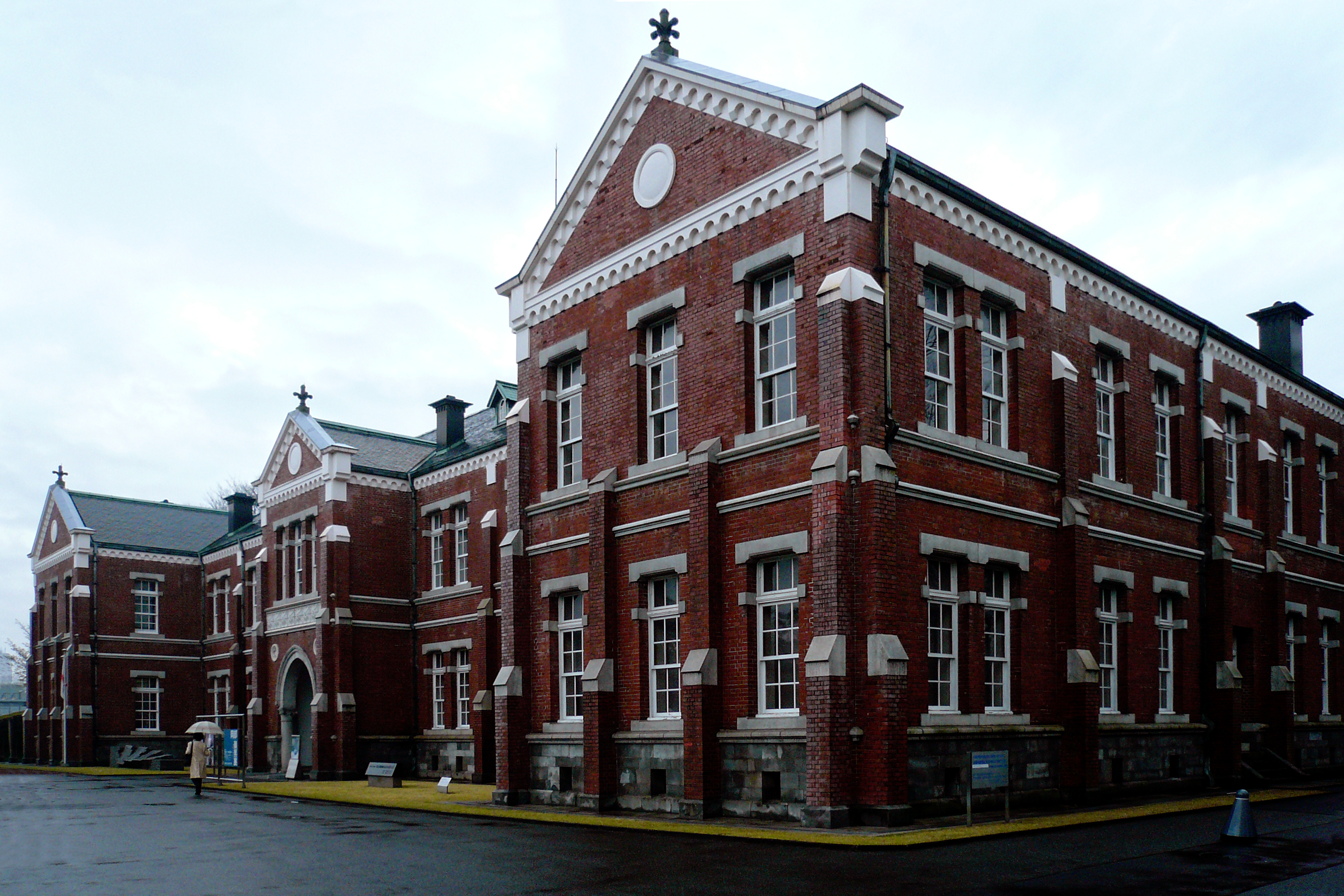
近衛師團司令部廳舍（現今的東京国立近代美術館工藝館）

| 任 | 到職日           | 師團長名         | 備考                            |
| -- | ---------------- | ---------------- | ------------------------------- |
| 1  | 明治24年12月14日 | 小松宮彰仁親王   |                                 |
| 2  | 明治28年1月28日  | 北白川宮能久親王 | 指揮乙未戰爭並於期間病歿。      |
| 3  | 明治28年11月9日  | 野津道貫         |                                 |
| 4  | 明治29年5月10日  | 佐久間左馬太     |                                 |
| 5  | 明治29年10月14日 | 黑木為楨         |                                 |
| 6  | 明治30年10月27日 | 奧保鞏           |                                 |
| 7  | 明治31年1月14日  | 長谷川好道       |                                 |
| 8  | 明治37年9月8日   | 淺田信興         |                                 |
| 9  | 明治39年7月6日   | 大島久直         |                                 |
| 10 | 明治41年12月21日 | 上田有澤         |                                 |
| 11 | 明治44年9月6日   | 閑院宮載仁親王   |                                 |
| 12 | 大正元年11月27日 | 山根武亮         |                                 |
| 13 | 大正4年2月15日   | 秋山好古         |                                 |
| 14 | 大正5年8月18日   | 仁田原重行       |                                 |
| 15 | 大正6年8月6日    | 由比光衛         |                                 |
| 16 | 大正7年8月9日    | 久邇宮邦彦王     |                                 |
| 17 | 大正8年11月25日  | 藤井幸槌         |                                 |
| 18 | 大正11年2月8日   | 中島正武         |                                 |
| 19 | 大正12年8月6日   | 森岡守成         |                                 |
| 20 | 大正14年5月1日   | 田中國重         |                                 |
| 21 | 大正15年7月28日  | 津野一輔         |                                 |
| 22 | 昭和3年2月28日   | 長谷川直敏       |                                 |
| 23 | 昭和4年8月1日    | 林銑十郎         |                                 |
| 24 | 昭和5年12月22日  | 岡本連一郎       |                                 |
| 25 | 昭和7年2月29日   | 鎌田彌彦         |                                 |
| 26 | 昭和8年8月1日    | 朝香宮鳩彦王     |                                 |
| 27 | 昭和10年12月2日  | 橋本虎之助       | 二二六兵變中指揮宮城警備。      |
| 28 | 昭和11年3月23日  | 香月清司         |                                 |
| 29 | 昭和12年3月1日   | 西尾壽造         | 指挥七七事变                    |
| 30 | 昭和12年8月26日  | 飯田貞固         |                                 |
| 31 | 昭和14年9月12日  | 飯田祥二郎       |                                 |
| 32 | 昭和16年6月28日  | 西村琢磨         | 指揮新加坡戰役。                |
| 33 | 昭和17年4月20日  | 武藤章           | 昭和18年6月1日改編成近衛第2師團 |

| 任 | 到職日           | 師團長名   | 備考                                           |
| -- | ---------------- | ---------- | ---------------------------------------------- |
| 1  | 昭和18年6月10日  | 豐島房太郎 | 由留守近衛師團長轉任過來。                     |
| 2  | 昭和18年10月29日 | 赤柴八重藏 |                                                |
| 3  | 昭和20年4月7日   | 森赳       | 反對政變叛軍奪取終戰詔書廣播唱片的計劃被殺害。 |
| 4  | 昭和20年8月15日  | 後藤光藏   | 指揮師團復員任務後，轉任初代禁衛府長官。       |

| 任 | 到職日          | 師團長名   | 備考 |
| -- | --------------- | ---------- | ---- |
| 1  | 昭和18年6月1日  | 武藤章     |      |
| 2  | 昭和19年10月5日 | 久野村桃代 |      |

| 任 | 到職日          | 師團長名 | 備考 |
| -- | --------------- | -------- | ---- |
| 1  | 昭和19年7月18日 | 林芳太郎 |      |
| 2  | 昭和20年5月23日 | 山崎清次 |      |

## 最終所屬部隊
- 近衛第1師團
  - 近衛步兵第1聯隊（東京）
  - 近衛步兵第2聯隊（東京）
  - 近衛步兵第6聯隊（東京）
  - 近衛步兵第7聯隊（東京）
- 近衛第2師團
  - 近衛步兵第3聯隊（東京）
  - 近衛步兵第4聯隊（甲府）
  - 近衛步兵第5聯隊（佐倉）
- 近衛第3師團
  - 近衛步兵第8聯隊（東京）
  - 近衛步兵第9聯隊（甲府）
  - 近衛步兵第10聯隊（佐倉）